# Dwergzijdeaapjes
De dwergzijdeaapjes (Cebuella) zijn een geslacht van zoogdieren uit de familie van de klauwaapjes (Callitrichidae). De wetenschappelijke naam van het geslacht werd in 1866 gepubliceerd door John Edward Gray.

## Kenmerken
Dwergzijdeaapjes hebben een donzige, bruinachtige vacht met geelbruine vlekken, en een geringde staart die net zo lang als het lichaam kan zijn. De klauwen zijn speciaal bedoeld om in bomen te klimmen, een eigenschap uniek voor dit geslacht. Met een lengte van tussen de 14–16 cm (exclusief de staart van 15-20) zijn het een van de kleinste primaten en de kleinste apen. Mannetjes wegen rond de 140 gram, vrouwtjes slechts 120 gram.

## Leefwijze
Als omnivoren, eten ze fruit, bladeren, insecten, en af en toe zelfs kleine reptielen. Een groot deel van hun dieet bestaat echter uit hars van bomen. Een groot deel van de tijd wordt besteed aan het halen van hars uit boomschors. Deze actieve dwergzijdeaapjes hebben hiervoor speciale tanden om in schors te kunnen bijten. Door de kleine afmetingen en snelle manier van bewegen is het moeilijk om deze aapjes goed te kunnen observeren.

## Verspreiding en leefgebied
De soorten uit dit geslacht komen oorspronkelijk voor in het westen van Brazilië, het zuidoosten Colombia, het oosten van Ecuador, en het oosten van Peru in het regenwoud voor bij de bovenloop van de Amazone.

## Taxonomie
Het dwergzijdeaapje (C. pygmaea) werd vroeger ingedeeld onder de Atlantische oeistiti's (Callithrix), maar het dwergzijdeaapje verschilt nogal van de Atlantische oeistiti's en is daardoor ondergebracht in een apart geslacht, namelijk: Cebuella. Tot 2018 werd er slechts één soort in dit geslacht gerekend: C. pygmaea, maar uit onderzoek bleek dat C. niveiventris een aparte soort was.
Er worden 2 soorten tot dit geslacht gerekend:
- Cebuella niveiventris Lönnberg, 1940 – Oostelijk dwergzijdeaapje
- Cebuella pygmaea (Spix, 1823) – Westelijk dwergzijdeaapje